# Liên đoàn bóng đá Vanuatu
Liên đoàn bóng đá Vanuatu (tiếng Anh: Vanuatu Football Federation; tiếng Pháp: Fédération du Vanuatu de football) là tổ chức quản lý, điều hành các hoạt động bóng đá ở Vanuatu. Liên đoàn quản lý đội tuyển bóng đá quốc gia nam và nữ, tổ chức các giải bóng đá như vô địch quốc gia và cúp quốc gia. Liên đoàn bóng đá Vanuatu gia nhập FIFA và OFC cùng năm 1988.